# Filetes de Cos
Filetes (grec antic: Φιλήτας ὁ Κῷος, llatí: Philetas), fill de Tèlef, fou un poeta i gramàtic grec nadiu de Cos que va florir als primers anys de l'Escola filològica d'Alexandria, quan es va començar l'estudi seriós de la literatura clàssica grega.
Segons la Suïda va viure sota Filip II de Macedònia i Alexandre el Gran, encara que això és dubtós i probablement el seu floriment fou immediatament posterior a Alexandre, en temps de Ptolemeu I Sòter. Aquest el va nomenar tutor del seu fill Ptolemeu II Filadelf. Va morir no abans del 290 aC i alguns ho situen el 270 aC, ja que es diu que era contemporani d'Arat. El que sí que és segur és que era contemporani i amic d'Hermesiànax de Colofó Fou mestre directe o moral de Teòcrit de Siracusa, que diu que Filetes va ser el model que sempre es va esforçar per imitar, i de Zenòdot d'Efes. Hermesiànax diu que va tenir una estàtua de bronze a la seva illa natal, a la que durant la seva vida va dedicar nombrosos poemes.
Sembla que Filetes tenia una constitució molt fràgil i era extremadament prim, cosa que el va fer objecte dels atacs dels poetes satírics, que el representaven usant sabates amb sola de plom perquè el vent no se l'endugués. Claudi Elià es va prendre seriosament aquesta broma i preguntava que si era massa feble per a resistir el vent, com podia ser prou fort per portar sabates de plom. Segons Ateneu de Nàucratis, Filetes es va dedicar a estudiar arguments falsos i paraules equivocades amb tanta intensitat que va morir de fam.

## Obra
La seva poesia era principalment elegíaca, especialitat en la qual és considerat el millor després de Cal·límac. Ambdós poetes van ser els models per la poesia elegíaca romana. Properci afirma que imitava més aviat a Filetes que a Cal·límac.
La seva temàtica era amorosa, especialment elogiant a la seva amant Bitis (anomenada Batis pels autors llatins). Probablement la col·lecció de poemes dedicada a Bitis que va escriure és la que Estobeu esmenta sota el nom de Παίγνια. Se suposa que uns epigrames citats per la Suïda i també per Estobeu, formarien part d'aquesta obra. Estobeu esmenta dos altres poemes sobre temàtica mitològica, Δημήτηρ i ̔Ερμη̂ς, un sobre Demèter i l'altre sobre Hermes. Es conserven fragments de poemes incloent unes línies en metres iàmbics que li són atribuïdes erròniament.
A més de poemes Filetes va escriure sobre gramàtica i crítica literària. Va ser un dels comentaristes d'Homer, al que tractava amb molta llibertat, i aquesta actitud va ser seguida pel seu deixeble Zenòdot. Aristarc va dedicar un llibre a contradir algunes de les opinions de Filetes sobre Homer. La seva obra principal en gramàtica, esmentada per Ateneu, és Ατακτα, o ἄτακτοι γλῶσσαι, o simplement γλῶσσαι, que es podria traduir per "allò que no està al seu lloc" o "paraules que no són al seu lloc", una obra que ja en el moment de ser escrita va tenir una gran repercussió. No en queda res, només alguns comentaris sobre els significats de les paraules segons les seves variants dialèctiques.